# Mary Peters
Pour les articles homonymes, voir Mary Peters (homonymie) et Peters.
Mary E. Peters, née le 4 décembre 1948 à Phoenix (Arizona), est une femme politique américaine. Membre du Parti républicain, elle est secrétaire aux Transports entre 2006 et 2009 dans l'administration du président George W. Bush.

## Biographie
Diplômé de l'université de Phoenix et de la John F. Kennedy School of Government de l'université Harvard, Mary Peters travailla au département des Transports de l'Arizona à partir de 1985 puis en est la directrice de 1998 à 2001.
De 2001 à 2005, elle est administratrice au sein de la direction fédérale des autoroutes.
En 2006, elle est nommée par le président George W. Bush co-vice-présidente de la « National Surface Transportation Policy and Revenue Study Commission ».
Le 5 septembre 2006, le président la nomme au poste de secrétaire aux Transports. Sa nomination est confirmée par le Sénat le 30 septembre 2006 et elle prête serment le 17 octobre suivant.

### Vie privée
Mary Peters est mariée et mère de trois enfants.